# DoorAdore
doorAdore (doorAdore?) è il quattordicesimo album della rock band visual kei giapponese Plastic Tree. È stato pubblicato il 7 marzo 2018 dall'etichetta major Victor Entertainment.
ref>.

## Tracce
Dopo il titolo è indicata fra parentesi "()" la grafia originale del titolo.
1. Engoku (遠国?) - 4:23 (Ryūtarō Arimura - Tadashi Hasegawa)
2. Koi wa haiiro (恋は灰色?) - 4:21 (Tadashi Hasegawa)
3. Existentialism (エクジスタンシアリスム?) - 3:40 (Ryūtarō Arimura - Akira Nakayama)
4. Uchū yūei (雨中遊泳?) - 5:24 (Ryūtarō Arimura - Tadashi Hasegawa)
5. Silent Noise (サイレントノイズ?) - 3:52 (Ryūtarō Arimura - Tadashi Hasegawa)
6. Search and Destroy (サーチ アンド デストロイ?) - 4:39 (Akira Nakayama - Kenken Satō)
7. Zan'ei (残映?) - 5:23 (Kenken Satō)
8. Irotsuki (いろつき?) - 7:14 (Kenken Satō - Ryūtarō Arimura)
9. Nenriki (念力?) - 4:58 (Ryūtarō Arimura - Tadashi Hasegawa)
10. scenario (scenario?) - 3:44 (Akira Nakayama)
11. Nocturne (ノクターン?) - 3:57 (Tadashi Hasegawa - Ryūtarō Arimura)
12. Shizuka no umi (静かの海?) - 5:11 (Ryūtarō Arimura - Tadashi Hasegawa)

## Singoli
- 17/08/2016 - Silent Noise
- 25/01/2017 - Nenriki
- 21/06/2017 - Uchū yūei

## Formazione
- Ryūtarō Arimura - voce e seconda chitarra
- Akira Nakayama - chitarra, cori, PC
- Tadashi Hasegawa - basso e cori
- Kenken Satō - batteria